# Josef František Pícha
Josef František Pícha (19. března 1889, Husinec – 17. ledna 1977, Praha) byl český pedagog, skladatel duchovní hudby, sběratel středověké židovské hudby, lektor a docent církevního zpěvu, varhaník, konzultant lidových a varhanních nástrojů, editor.

## Život
Základní hudební vzdělání získal Pícha ve sboru husineckého chrámu, kde později působil i jako regenschori a sbormistr. Absolvoval učitelský ústav České Budějovice (1905–1909), kde byl též sbormistrem pěveckého sboru školy. Dalším hudebním studiem prošel na tamní mistrovské škole B. Jeremiáše (1910–1911) a posléze na pražské konzervatoři u J. B. Foerstra. Pracovní kariéru započal v roce 1910 v budějovických chrámech a kostelích, kde hudebně uplatňoval cyrilismus (reformní hnutí o povznesení lidového zpěvu do sakrální formy a jeho uvádění do reformy liturgické). V roce 1917 nastoupil jako regenschori děkanského chrámu a ředitel městské hudební školy Vodňany. Tamní národní, kulturní a vlastenecké prostředí se stalo zdrojem, z něhož čerpal inspiraci pro své skladby a vlastní umělecké snahy a činy na poli sakrálním. Na počátku roku 1920 vzniká reformní Církev československá a Pícha se stal v jižních Čechách jejím spoluzakladatelem a organizátorem. Jeho historicky nejvýznamnějším hudebním dílem se stalo zhudebnění Liturgie (podle) Karla Farského (Liturgie Církve československé). Tato liturgie byla církevním sněmem v roce 1924 oficiálně přijata a je dodnes sloužena ve stovkách sborů Církve československé husitské.  
Pícha se ještě ve Vodňanech spřátelil s tamním rabínem Steinerem, který v něm zapálil vztah k dědictví judaismu zpřístupněním fondů s památkami hudebních tradic zanikajících jihočeských židovských komunit. Pícha si tehdy osvojil základy hebrejštiny a prohloubil je studiem u Dr. O. Munelese, předního českého judaisty a osobního přítele. Historické památky se mu podařilo uchovat přes okupaci a posléze je věnoval konsolidujícímu se archivu a knihovně Státního židovského muzea.
Po skončení služebního úvazku ve Vodňanech přešel na učitelský ústav do Českých Budějovic. Vyučoval zde specializace duchovní hudby, zpěvu a varhanního umění. V r. 1927 nastoupil v Praze jako lektor, později mimořádný docent liturgického zpěvu a sakrální hudby na tehdejší Husově československé evangelické fakultě bohoslovecké, kde přednášel do r. 1950. Zároveň působil v letech 1927–1977 jako ředitel kůru dejvického sboru CČS a od r. 1928 do 1954 i jako vedoucí knihovník Bohoslovecké koleje CČS. Již před válkou navázal také vztahy s pravoslavným arcibiskupem Savvatijem a uchoval během okupace církevní archiv autokefálních pravoslavných sborů pod Savvatijovou správou. Téměř neznámé je i Píchovo zapojení do protinacistického odboje. Po oddělení a zřízení samostatné Husovy československé bohoslovecké fakulty v r. 1950 ale katedra liturgického zpěvu a církevní hudby z politických důvodů dočasně zanikla. Pícha tedy pokračoval ve výuce bohoslovců externě mimo program fakulty. Ve své pedagogické, osvětové, publicistické, konzultační a varhanní činnosti neustal až do své tragické smrti ve věku 87 let.

## Hudební tvorba
- Bohoslužby Církve československé k 20. výročí ČSR, složil J. Pícha, Ústřední rada CČS, Praha 1938.
- Bohoslužební zpěvy Církve československé, zhudebnil J. F. Pícha, Blahoslav, Praha 1952.
- FARSKÝ, Karel: Zpěvník písní duchovních a Liturgie CČS, hudební doprovod J. Píchy, Praha, I. vyd. 1922, III. vyd. 1923.
- Liturgia (omša) pre Cirkev československú, Karol Farský, nápevy upravil J. Pícha, V Prahe, Tisk. a nakl. druž. CČS 1925.
- Liturgie (mše) pro Církev československou, navrhl Karel Farský, nápěvy: J. Pícha. Připojena Odpolední a večerní pobožnost: Kalous, Pícha, Praha 1924.
- Liturgie Dr. Karla Farského, zhudebnil J. F. Pícha, Ústřední rada CČS, Praha 1939; ÚCN, Praha 1960.
- Liturgy and Evening Services of the Czechoslovak Church in America, Dr. K. Farsky; Music by J. F. Picha, trsl. by K. V. Vit & A. F. Lehner, Newark, N. J. 1966.
- PÍCHA, J. F., TUHÁČEK, A.: Bohoslužebná kniha CČM, Ústřední rada CČM, Praha 1940.
- PÍCHA, J. F., TUHÁČEK, A.: Bohoslužebná kniha CČS, Ústřední rada CČS, Praha 1952.
- PÍCHA, J. F.: Jarní slavnost mládeže CČS, Ústřední svaz jednot mládeže CČS, Praha 1929.
- PÍCHA, J. F.: Tryzna dušičková, Edice liturgických doplňků k čs. misálu, Blahoslav, Praha 1927.
- PÍCHA, J.: Tryzna Husova, Praha 1927.
- PÍCHA, J. F.: Varhanní doprovod k Liturgii Dr. Karla Farského, ÚCN, Praha 1961.
- PÍCHA, J.: Zdrávas - Ave s textem českým a latinským pro tenor neb soprán a housle s průvodem varhan, Barvitius, Praha 1917.
- První liturgie CČSH, podle patriarchy K. Farského. Varhanní doprovod J. F. Pícha, Blahoslav, Praha 1994.
- Varhanní doprovod Zpěvníku CČS, uspořádali J. Tomaštík, J. F. Pícha, J. Metyš, ÚCN, Praha.
- Zpěvník k bohoslužbám církve českomoravské v různých dobách ročních. F. Kalous, O. Stryk, J. F. Pícha, J. Švancar, Příbram 1942.